# Per Strömberg (företagsledare)
Per Ivar Torsten Strömberg, född 25 december 1963 i Spånga församling, Stockholm, är en svensk företagsledare som var VD för Ica Gruppen åren 2012-2022, som äger Sveriges största detaljhandelskedja Ica. Han är också ledamot i styrelsen för Byggmax och industriell rådgivare för riskkapitalbolaget Segulah.
Strömberg har tidigare varit VD för de danska och svenska verksamheterna för Kraft Foods; koncernchef och VD för AB Sardus (2006–2007) och Lantmännen (2007–2012).
Han är utbildad till civilekonom.